# Albentosa
Albentosa è un comune spagnolo di 252 abitanti situato nella comunità autonoma dell'Aragona.